# Лулинья
Луис Марсело Мораис дос Рейс (Лулинья) (порт. Luiz Marcelo Morais dos Reis; 10 апреля 1990 года, Мауа, Сан-Паулу) — бразильский футболист, атакующий полузащитник.
Выделяется великолепной техникой владения мячом. В юношеских и молодёжных командах забил порядка 300 голов. В сезоне 2009/10 выступал на правах аренды за португальский «Эшторил-Прая» во второй по силе лиге страны (Liga de Honra).
Во второй половине 2010 года выступал в португальском «Ольяненсе» тоже на правах аренды, но уже в Суперлиге. Права на него принадлежат «Коринтиансу».
В марте 2011 года был отдан в аренду на сезон в бразильский клуб «Баия».
В мае 2016 года на правах свободного агента перебрался в корейский клуб «Пхохан Стилерс». В своем первом сезоне Лулинья забивал редко, однако уже в начале сезона 2017 стал одним из главных бомбардиров команды, забив в первых 11 турах 5 голов.

## Достижения

### Командные
- Чемпион Южной Америки (до 17-ти лет): 2007
- Победитель Серии B Бразилии: 2008
- Чемпион штата Сан-Паулу: 2009
- Обладатель Кубка Бразилии: 2009

### Личные
- Лучший бомбардир чемпионата Южной Америки (до 17-ти лет): 2007 (12 голов)